# Gajka (Jeleśnia)
Gajka (staropol. gaj) – przysiółek miejscowości Jeleśnia, znajdujący się na drodze z Jeleśni skrzyżowania do Sopotni Małej.
W przysiółku znajduje się obóz harcerski ZHP Wodzisław Śląski oraz leśniczówka.